# Els Republicans
Els Republicans (en francès: Les Républicains; LR) és un partit polític francès de centredreta i un dels dos principals partits polítics contemporanis de l'Estat francès, juntament amb el centre-esquerra Partit Socialista (PS). Els Republicans fou fundat el 30 de maig de 2015, com un canvi de nom de la Unió per a un Moviment Popular (UMP), que era l'agrupació de centredreta fundada pel president Jacques Chirac.
El president dels Republicans, Nicolas Sarkozy, va ser President de França entre 2007 i 2012, sent derrotat pel socialista François Hollande en l'elecció presidencial de 2012. Els Republicans és membre del Partit Popular Europeu (PPE), la Internacional Demòcrata de Centre (IDC) i la Unió Internacional Demòcrata (IDU).

## Història
Després de l'elecció de Nicolas Sarkozy, Expresident de França entre 2007 i 2012, com a president i líder del partit de centredreta Unió per a un Moviment Popular (UMP) al novembre de 2014, es va presentar una sol·licitud al comitè general del partit per canviar el seu nom pel de Els Republicans. Els crítics de Sarkozy van afirmar que era il·legal per a ell nomenar el partit com Els Republicans perquè, com tot francès és un republicà atès que recolza els valors i ideals de la República Francesa que van emanar de la Revolució Francesa, el terme està per sobre la política partidista.
El comitè general va aprovar el canvi el 6 de maig i, després d'una fallada judicial a favor de Sarkozy, va ser ratificat pel 83 per cent del conjunt dels membres del partit al seu Congrés Fundacional el 30 de maig de 2015. Els Republicans es va convertir així en el successor legal de la UMP com a partit capdavanter de la centredreta a França.
El desembre de 2022, després de la derrota històrica de Valérie Pécresse a les eleccions presidencials, Éric Ciotti es va presentar per liderar Els Republicans. En una votació interna del partit l'11 de desembre, es va imposar a l'altre candidat, Bruno Retailleau.
Arran de les eleccions al Parlament Europeu de 2024 i la posterior dissolució de l'Assemblea Nacional pel president Emmanuel Macron, Éric Ciotti va declarar que el seu partit s'uniria a Reagrupament Nacional per a les properes eleccions anticipades de 2024. Aquesta posició va provocar un cisma important dins el partit que va acabar amb la destitució del seu líder Éric Ciotti, que es va revocar. El 31 d'agost de 2024, mentre la crisi que vivia el partit encara no s'havia resolt, Éric Ciotti va anunciar la seva intenció de transformar el moviment i rebatejar-lo com "Unió de Dretes per la República", fent-se ressò de l'antic partit gaullista Unió de Demòcrates per la República (UDR). però va anunciar la seva sortida del partit el 22 de setembre de 2024.
El partit va formar part dels successius governs en minoria de Michel Barnier i François Bayrou, de coalició entre Junts i Els Republicans.
Bruno Retailleau, un acèrrim conservador que podria empènyer el partit més cap a la dreta va veure la seva popularitat disparada des que es va incorporar al govern com a ministre de l'interior de Michel Barnier en setembre de 2024 i va convertir-se en el líder del partit el 18 de maig de 2025, superant Laurent Wauquiez.

## Resultats electorals

### Presidencials
| Any  | Candidat         | 1a volta  | 1a volta | 1a volta | 2a volta | 2a volta | 2a volta | Result  |
| Any  | Candidat         | Vots      | %        | Pos.     | Vots     | %        | Pos.     | Result  |
| ---- | ---------------- | --------- | -------- | -------- | -------- | -------- | -------- | ------- |
| 2017 | François Fillon  | 7,212,995 | 20.01    | 3r       | N/D      | N/D      | N/D      | Derrota |
| 2022 | Valérie Pécresse | 1,679,001 | 4.79     | 5è       | N/D      | N/D      | N/D      | Derrota |

### Assemblea Nacional
| Any  | Lider       | 1a volta  | 1a volta | 2a volta  | 2a volta | Escons    | +/− | Pos. | Govern                                    |
| Any  | Lider       | Vots      | %        | Vots      | %        | Escons    | +/− | Pos. | Govern                                    |
| ---- | ----------- | --------- | -------- | --------- | -------- | --------- | --- | ---- | ----------------------------------------- |
| 2017 | F. Baroin   | 3,573,427 | 15.77    | 4,040,203 | 22.23    | 112 / 577 | 82  | 2n   | Oposició                                  |
| 2022 | C. Jacob    | 2,370,811 | 10.42    | 1,447,838 | 6.98     | 61 / 577  | 51  | 4t   | Oposició                                  |
| 2024 | Éric Ciotti | 2,104,918 | 6.57     | 1,474,721 | 5.41     | 39 / 577  | 22  | = 4  | Coalició en minoria Junts-Els Republicans |

### Parlament Europeu
| Eleccions al Parlament Europeu | Eleccions al Parlament Europeu | Eleccions al Parlament Europeu | Eleccions al Parlament Europeu | Eleccions al Parlament Europeu | Eleccions al Parlament Europeu | Eleccions al Parlament Europeu | Eleccions al Parlament Europeu | Eleccions al Parlament Europeu |
| Any                            | Candidat                       | Vots                           | +/–                            | %                              | +/–                            | Escons                         | +/–                            |                                |
| ------------------------------ | ------------------------------ | ------------------------------ | ------------------------------ | ------------------------------ | ------------------------------ | ------------------------------ | ------------------------------ | ------------------------------ |
| 2019                           | François-Xavier Bellamy        | 1,920,407                      | N/D                            | 8.48                           | N/D                            | 7 / 79                         | N/D                            |                                |
| 2024                           | François-Xavier Bellamy        | 1.794.029                      | 126.378                        | 7,25                           | 1,23                           | 6 / 81                         | 1                              |                                |